# 進步民主派 (香港)
進步民主派（英語：Progressive democracy camp），或稱激進民主派（英語：Radical democracy camp），是自2010年政改爭議以來，用以分辨同為廣義泛民主派的溫和民主派（英語：Moderate Democrats）。親中媒體廣義稱之為「激進反對派」或「極端反對派」。現組成香港立法會黨團議會陣線。雖然在民主派中佔少數，但具有重要影響力並長期主導議會抗爭，2018年毛孟靜首次成為民主派會議召集人。
激進民主派要求香港立即實現真普選，要求行政長官和立法會儘快推行全面普選、注重監察政府運作、視人權、平等、公義、言論自由等為社會的重要價值，與溫和民主派人士相同，最初源於抗爭手段有異，激進民主派主張在立法會進行激烈的非暴力抗爭，與 民主黨、 公民黨等溫和民主派出現政治分歧（如社會主義），但皆認同以非暴力手段抗爭，並反對民主派分裂（早在2011年部分激進民主派反對與 民主黨撞區以達致「票債票償」的局面）。激進民主派與抗爭派在其他政治、社會或經濟立場上如本土主義也有不同。

## 被視為激進的主因
2010年五區總辭一事之前，此概念較不明顯，只用以形容立場較不鮮明的泛民主派成員；並作為相對概念，但整體泛民均會有所合作。不過，自社民連發動「五區公投」後，傳媒就開始使用此詞形容並參加此項目的泛民主派，當中包括社民連及社運青年。

## 分裂
民主黨於2010年1月宣布不支持五區公投，其後更於6月23日支持2012年政改方案，支持並推動五區公投的激進民主派指民主黨支持政改是導致民主派分裂的主因，故民主黨為建制派而非真正民主陣營。不過，泛民內部亦有不少聲音指出泛民不應在此時分裂，反對狙擊民主黨。
數月後，由於社民連不少黨員反對在2011年香港區議會選舉「狙擊」民主黨，導致不少黨員退黨，於2011年1月23日另組人民力量。人民力量在2011年香港區議會選舉「狙擊」民主黨，但最終，人民力量所派候選人除民主陣線的麥業成外全數落敗，包括主席劉嘉鴻、立法會議員陳偉業、錢偉洛、歐陽英傑、任亮憲、李偉儀、陳志全、趙植東、符偉樂等人。而且有16人因得票少於5%遭沒收保証金。黃毓民宣佈區議會「票債票償」運動失敗。
2012年後，因中港矛盾、中港關係及香港政治改革爭議等問題，以及對內地來港人士態度等問題，激進民主派出現嚴重分裂，分裂出抗爭派。
其中社會民主連線、工黨等左翼傾向的政黨因主張同情內地來香港人士權益，而過去曾狙擊民主黨的人民力量自2013年黃毓民退黨，以及2015年與民主黨共同政改否決後，亦不再狙擊民主黨，全面與民主派恢復合作的關係，在2016年香港立法會地方選區補選，社民連及人力均支持公民黨的楊岳橋。
黃毓民參與的普羅政治學苑、黃洋達的熱血公民等組織轉向本土派。

## 政黨合作
2016年新界東補選，激進民主派與溫和民主派共同推舉及支持公民黨的候選人楊岳橋。自從2016年旺角騷亂後，本土派人氣大升。激進民主派繼續支持楊岳橋，最終楊岳橋勝出。但補選結果卻反映激進民主派不少支持者流向本土派。
新界東補選後，為了應付選戰，社民連和人民力量協調參與2016年立法會選舉。最終只有新界東的原議員陳志全（人民力量）及梁國雄（社會民主連線）成功當選，而其他地區如九龍西及香港島低票落敗，九龍東及新界西則因與其他泛民及本土派競爭而高票落敗。

## 部份組織
- 人民力量
- 香港本土
- 左翼21

## 相關政治人物

### 前任區議員
- 陳美蓮（獨立）
- 古桂耀（獨立）

### 前任立法會議員
- 梁國雄，2004至2016年當選立法會議員，隨後被褫奪議員資格
- 姚松炎，2016年當選立法會議員，隨後被褫奪議員資格，其原有議席經2018年3月補選後由謝偉銓取代
- 區諾軒（獨立民主派），2018年當選立法會議員，但因為周庭的選舉呈請勝訴而失去議席

## 以往被視為「激進民主派」的組織
- 港同盟（1990－1994）

港同盟未和匯點合併前被視為「激進民主派」，是激進民主力量的急先鋒，雖然主張激進，但從未採取暴力抗爭，主張議會民主路線，港同盟和滙點合併後成立民主黨，走溫和的路線，為溫和民主派。其後民主黨再和前綫（1996-2008）合併，繼續主張以和平方式促進民主。
- 前綫（1996－2008）

政綱內明示香港應全民制憲，廢棄由中英雙方商議而無港人廣泛共識的《香港基本法》。2008年11月23日併入民主黨，惟不少成員並未跟隨加入。
- 社會民主論壇（1997－2002）

由前民主黨的少壯派組成。
- 工黨（2011至2014年間被部份人視為激進民主派，2015年起被視為溫和民主派）

## 外部連結
- 【回歸廿年‧智庫】立法會激進力量 （页面存档备份，存于），now新聞